# Mika Zibanejad
Mika Zibanejad (Huddinge, Suecia, 18 de abril de 1993), apodado Z, Miki, Miks o Miklo, entre otros, es un jugador profesional sueco de hockey sobre hielo que se desempeña en la posición de centro en New York Rangers, equipo de la National Hockey League (NHL).

## Carrera
Fue seleccionado en la primera ronda en la NHL Entry Draft de 2011. Hizo su debut profesional con el equipo Ottawa Senators, en el cual jugó cinco temporadas (2011-2016), después pasó a New York Rangers, donde lleva jugando ocho temporadas.